# Eleições presidenciais de 2016 em Portalegre

## Resultados oficiais
| Candidato               | Candidato                | Votos  | %               |
| ----------------------- | ------------------------ | ------ | --------------- |
|                         | Marcelo Rebelo de Sousa  | 5 366  | 50,56 / 100,00  |
|                         | António Sampaio da Nóvoa | 3 002  | 28,29 / 100,00  |
|                         | Marisa Matias            | 977    | 9,21 / 100,00   |
|                         | Maria de Belém Roseira   | 342    | 3,22 / 100,00   |
|                         | Edgar Silva              | 312    | 2,94 / 100,00   |
|                         | Vitorino Silva           | 221    | 2,08 / 100,00   |
|                         | Paulo de Morais          | 160    | 1,51 / 100,00   |
|                         | Cândido Ferreira         | 138    | 1,30 / 100,00   |
|                         | Henrique Neto            | 69     | 0,65 / 100,00   |
|                         | Jorge Sequeira           | 26     | 0,24 / 100,00   |
| Votos Inválidos         | Votos Inválidos          | 236    | 2,18 / 100,00   |
| Total                   | Total                    | 10 849 | 100,00 / 100,00 |
| Eleitorado/Participação | Eleitorado/Participação  | 21 186 | 51,21 / 100,00  |

## Resultados por Freguesia
Os resultados dos candidatos por freguesia foram os seguintes:
| Freguesia                   | %     | %     | %     | %    | %    | %    | %    | %    | %    | %    | Votantes |
| Freguesia                   | MRS   | ASN   | MM    | MBR  | ES   | VS   | PM   | CF   | HN   | JS   | Votantes |
| --------------------------- | ----- | ----- | ----- | ---- | ---- | ---- | ---- | ---- | ---- | ---- | -------- |
| Alagoa                      | 57,75 | 25,97 | 6,59  | 5,04 | 0    | 3,10 | 0    | 0,39 | 1,16 | 0    | 263      |
| Alegrete                    | 56,36 | 27,89 | 6,07  | 4,91 | 1,01 | 1,59 | 0,14 | 1,16 | 0,43 | 0,43 | 702      |
| Fortios                     | 45,69 | 30,42 | 10,97 | 2,35 | 5,87 | 1,70 | 1,83 | 0,39 | 0,26 | 0,52 | 790      |
| Reguengo e São Julião       | 60,64 | 21,28 | 7,09  | 3,20 | 2,06 | 2,97 | 0,92 | 0,46 | 0,92 | 0,46 | 453      |
| Ribeira de Nisa e Carreiras | 54,78 | 26,08 | 7,78  | 3,11 | 2,51 | 2,15 | 1,32 | 0,96 | 1,20 | 0,12 | 859      |
| Sé e São Lourenço           | 50,67 | 28,53 | 9,34  | 3,08 | 3,18 | 2,04 | 1,89 | 0,49 | 0,58 | 0,21 | 6 872    |
| Urra                        | 38,53 | 31,07 | 12,25 | 3,34 | 1,78 | 2,34 | 0,33 | 9,24 | 0,89 | 0,22 | 910      |
| Portalegre                  | 50,56 | 28,29 | 9,21  | 3,22 | 2,94 | 2,08 | 1,51 | 1,30 | 0,65 | 0,24 | 10 849   |

#### Alagoa
| Candidato               | Candidato                | Votos | %               |
| ----------------------- | ------------------------ | ----- | --------------- |
|                         | Marcelo Rebelo de Sousa  | 149   | 57,75 / 100,00  |
|                         | António Sampaio da Nóvoa | 67    | 25,97 / 100,00  |
|                         | Marisa Matias            | 17    | 6,59 / 100,00   |
|                         | Maria de Belém Roseira   | 13    | 5,04 / 100,00   |
|                         | Vitorino Silva           | 8     | 3,10 / 100,00   |
|                         | Henrique Neto            | 3     | 1,16 / 100,00   |
|                         | Cândido Ferreira         | 1     | 0,39 / 100,00   |
|                         | Edgar Silva              | 0     | 0,00 / 100,00   |
|                         | Paulo de Morais          | 0     | 0,00 / 100,00   |
|                         | Jorge Sequeira           | 0     | 0,00 / 100,00   |
| Votos Inválidos         | Votos Inválidos          | 5     | 1,90 / 100,00   |
| Total                   | Total                    | 263   | 100,00 / 100,00 |
| Eleitorado/Participação | Eleitorado/Participação  | 540   | 48,70 / 100,00  |

#### Alegrete
| Candidato               | Candidato                | Votos | %               |
| ----------------------- | ------------------------ | ----- | --------------- |
|                         | Marcelo Rebelo de Sousa  | 390   | 56,36 / 100,00  |
|                         | António Sampaio da Nóvoa | 193   | 27,89 / 100,00  |
|                         | Marisa Matias            | 42    | 6,07 / 100,00   |
|                         | Maria de Belém Roseira   | 34    | 4,91 / 100,00   |
|                         | Vitorino Silva           | 11    | 1,59 / 100,00   |
|                         | Cândido Ferreira         | 8     | 1,16 / 100,00   |
|                         | Edgar Silva              | 7     | 1,01 / 100,00   |
|                         | Henrique Neto            | 3     | 0,43 / 100,00   |
|                         | Jorge Sequeira           | 3     | 0,43 / 100,00   |
|                         | Paulo de Morais          | 1     | 0,14 / 100,00   |
| Votos Inválidos         | Votos Inválidos          | 10    | 1,42 / 100,00   |
| Total                   | Total                    | 702   | 100,00 / 100,00 |
| Eleitorado/Participação | Eleitorado/Participação  | 1 473 | 47,66 / 100,00  |

#### Fortios
| Candidato               | Candidato                | Votos | %               |
| ----------------------- | ------------------------ | ----- | --------------- |
|                         | Marcelo Rebelo de Sousa  | 350   | 45,69 / 100,00  |
|                         | António Sampaio da Nóvoa | 233   | 30,42 / 100,00  |
|                         | Marisa Matias            | 84    | 10,97 / 100,00  |
|                         | Edgar Silva              | 45    | 5,87 / 100,00   |
|                         | Maria de Belém Roseira   | 18    | 2,35 / 100,00   |
|                         | Paulo de Morais          | 14    | 1,83 / 100,00   |
|                         | Vitorino Silva           | 13    | 1,70 / 100,00   |
|                         | Jorge Sequeira           | 4     | 0,52 / 100,00   |
|                         | Cândido Ferreira         | 3     | 0,39 / 100,00   |
|                         | Henrique Neto            | 2     | 0,26 / 100,00   |
| Votos Inválidos         | Votos Inválidos          | 24    | 3,04 / 100,00   |
| Total                   | Total                    | 790   | 100,00 / 100,00 |
| Eleitorado/Participação | Eleitorado/Participação  | 1 607 | 49,16 / 100,00  |

#### Reguengo e São Julião
| Candidato               | Candidato                | Votos | %               |
| ----------------------- | ------------------------ | ----- | --------------- |
|                         | Marcelo Rebelo de Sousa  | 265   | 60,64 / 100,00  |
|                         | António Sampaio da Nóvoa | 93    | 21,28 / 100,00  |
|                         | Marisa Matias            | 31    | 7,09 / 100,00   |
|                         | Maria de Belém Roseira   | 14    | 3,20 / 100,00   |
|                         | Vitorino Silva           | 13    | 2,97 / 100,00   |
|                         | Edgar Silva              | 9     | 2,06 / 100,00   |
|                         | Paulo de Morais          | 4     | 0,92 / 100,00   |
|                         | Henrique Neto            | 4     | 0,92 / 100,00   |
|                         | Cândido Ferreira         | 2     | 0,46 / 100,00   |
|                         | Jorge Sequeira           | 2     | 0,46 / 100,00   |
| Votos Inválidos         | Votos Inválidos          | 16    | 3,53 / 100,00   |
| Total                   | Total                    | 453   | 100,00 / 100,00 |
| Eleitorado/Participação | Eleitorado/Participação  | 885   | 51,19 / 100,00  |

#### Ribeira de Nisa e Carreiras
| Candidato               | Candidato                | Votos | %               |
| ----------------------- | ------------------------ | ----- | --------------- |
|                         | Marcelo Rebelo de Sousa  | 458   | 54,78 / 100,00  |
|                         | António Sampaio da Nóvoa | 218   | 26,08 / 100,00  |
|                         | Marisa Matias            | 65    | 7,78 / 100,00   |
|                         | Maria de Belém Roseira   | 26    | 3,11 / 100,00   |
|                         | Edgar Silva              | 21    | 2,51 / 100,00   |
|                         | Vitorino Silva           | 18    | 2,15 / 100,00   |
|                         | Paulo de Morais          | 11    | 1,32 / 100,00   |
|                         | Henrique Neto            | 10    | 1,20 / 100,00   |
|                         | Cândido Ferreira         | 8     | 0,96 / 100,00   |
|                         | Jorge Sequeira           | 1     | 0,12 / 100,00   |
| Votos Inválidos         | Votos Inválidos          | 23    | 2,67 / 100,00   |
| Total                   | Total                    | 859   | 100,00 / 100,00 |
| Eleitorado/Participação | Eleitorado/Participação  | 1 556 | 55,21 / 100,00  |

#### Sé e São Lourenço
| Candidato               | Candidato                | Votos  | %               |
| ----------------------- | ------------------------ | ------ | --------------- |
|                         | Marcelo Rebelo de Sousa  | 3 408  | 50,67 / 100,00  |
|                         | António Sampaio da Nóvoa | 1 919  | 28,53 / 100,00  |
|                         | Marisa Matias            | 628    | 9,34 / 100,00   |
|                         | Edgar Silva              | 214    | 3,18 / 100,00   |
|                         | Maria de Belém Roseira   | 207    | 3,08 / 100,00   |
|                         | Vitorino Silva           | 137    | 2,04 / 100,00   |
|                         | Paulo de Morais          | 127    | 1,89 / 100,00   |
|                         | Henrique Neto            | 39     | 0,58 / 100,00   |
|                         | Cândido Ferreira         | 33     | 0,49 / 100,00   |
|                         | Jorge Sequeira           | 14     | 0,21 / 100,00   |
| Votos Inválidos         | Votos Inválidos          | 146    | 2,13 / 100,00   |
| Total                   | Total                    | 6 872  | 100,00 / 100,00 |
| Eleitorado/Participação | Eleitorado/Participação  | 13 509 | 50,87 / 100,00  |

#### Urra
| Candidato               | Candidato                | Votos | %               |
| ----------------------- | ------------------------ | ----- | --------------- |
|                         | Marcelo Rebelo de Sousa  | 346   | 38,53 / 100,00  |
|                         | António Sampaio da Nóvoa | 279   | 31,07 / 100,00  |
|                         | Marisa Matias            | 110   | 12,25 / 100,00  |
|                         | Cândido Ferreira         | 83    | 9,24 / 100,00   |
|                         | Maria de Belém Roseira   | 30    | 3,34 / 100,00   |
|                         | Vitorino Silva           | 21    | 2,34 / 100,00   |
|                         | Edgar Silva              | 16    | 1,78 / 100,00   |
|                         | Henrique Neto            | 8     | 0,89 / 100,00   |
|                         | Paulo de Morais          | 3     | 0,33 / 100,00   |
|                         | Jorge Sequeira           | 2     | 0,22 / 100,00   |
| Votos Inválidos         | Votos Inválidos          | 12    | 1,32 / 100,00   |
| Total                   | Total                    | 910   | 100,00 / 100,00 |
| Eleitorado/Participação | Eleitorado/Participação  | 1 616 | 56,31 / 100,00  |